# 张颂
张颂(1936年7月27日—2012年11月10日)，原名张永昌，河北省保定市易县人。中国播音学学科体系创始人，中国传媒大学博士生导师，中国传媒大学播音主持艺术学院首任院长。2012年11月10日因食道癌在北京去世，享年76岁。

## 生平
张颂出生于河北易县，1959年从北京师范大学毕业后，被委派到中央人民广播电台担任播音员的职务，其间向作为中国第一代播音员的齐越学习播音。在此期间，张颂开始学习斯坦尼斯拉夫斯基体系，并开始以记录业务笔记的方式向中国的老一代播音员学习。在此期间，他学习了大量表演和戏剧技巧，这些经验后来被他写入了播音学教程中。1963年因“家庭出身”原因停止担任播音员职务，前往北京广播学院（今中国传媒大学）新闻系任教，主讲语言逻辑（现在的播音基础理论）。1973年，在文革期间，北京广播学院复课，张颂开始担任该院播音基础教研室主任，北京广播学院的播音专业也于1977年由大专升为本科，1980年独立成播音系。
1983年8月，张颂出版其第一部著作《朗读学》。1994年10月，由他主编，包括李瑞英、宋世雄在内的19人参与的编写的《中国播音学》出版，该书打破了中国“播音无学”的说法，标志着中国播音学科的正式建立。1996年，张颂开始担任北京广播学院播音主持艺术学院院长，成为中国第一代播音主持专业博士生导师。并自1999年开始招收播音学方向博士研究生。2012年11月10日因食道癌在北京去世，享年76岁。

## 著作
- 《播音基础》
- 《中国播音学》
- 《朗读学》
- 《朗读美学》